# ゴシキヒワ (ファブリティウス)
『ゴシキヒワ』（蘭: Het puttertje, 英: The Goldfinch）は、オランダ黄金時代の画家カレル・ファブリティウスが1654年に制作した絵画である。油彩。トロンプ・ルイユ（だまし絵）と呼ばれるジャンルの作品であり、そのシンプルな構図と錯覚を用いた技法において、オランダ黄金時代の絵画には珍しい作品となっている。おそらくかつては窓枠または保護ケースのふたといったより大きな構造物の一部であったと考えられている。ゴシキヒワはよく見かける鳥で、色鮮やかな見た目と心地よい囀りで人気のあったペットであり、水を入れた指貫サイズのバケツを持ち上げるなどの簡単な芸を教えることができた。健康をもたらすとされ、ルネッサンス期のイタリア絵画では、キリスト教の贖罪とイエス・キリストの受難の象徴として描かれた。1654年にデルフト市街を襲った火薬の爆発事故でファブリティウスが死亡し、街の多くが破壊されたとき、絵画はデルフトのファブリティウスの工房にあった可能性がある。ファブリティウスの死後、ブリュッセルで再発見されるまで2世紀以上もの間忘れられていた。現在はデン・ハーグのマウリッツハイス美術館に所蔵されている。

## 修復

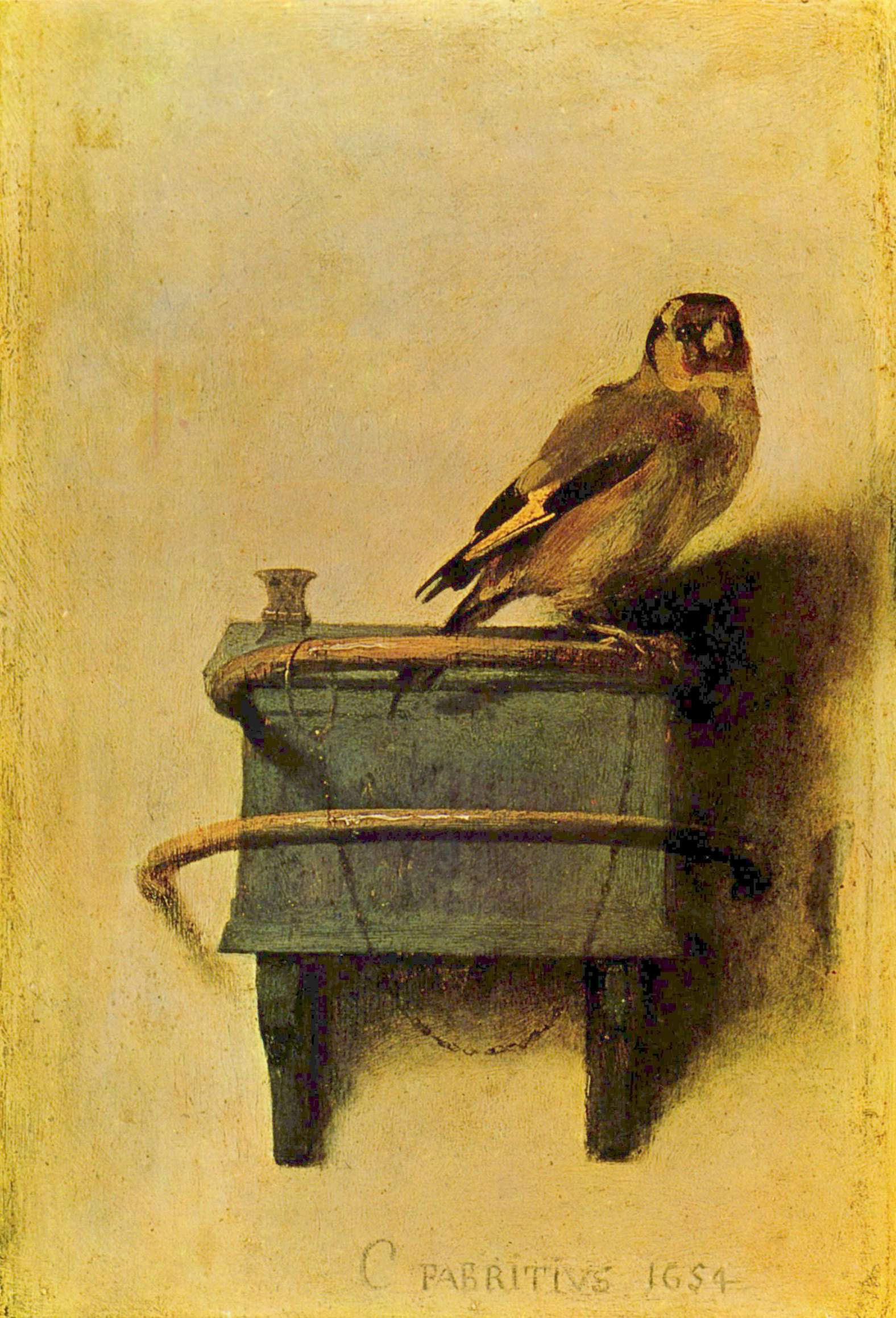
2003年の修復を受ける前の絵画。

絵画の物理的構造は2003年に修復を受けた際に明らかにされた。鉛ベースの塗料は従来のX線や赤外線の効果を制限したため、主任修復士のヤーン・ウェドゥン（Jorgen Wadum）は、CTスキャナーを使用したデジタル処理で絵画層の下を確認した。塗装された板の厚さは小さな板絵にしては異例の深さの8mmから10mmあり、以前はより大きな木片の一部だった可能性を示している。この証拠は木製のピンの残骸であり、オリジナルの板がダボと接着剤で接合されていたことを示唆している。額装する前は、絵画は2cmの黒い縁取りがあり、金色の額縁は後に等間隔に配置された10本の釘で固定された。釘はパネルの裏側まで届かなかったため、絵画に裏打ちされた形跡はない。続いて額縁は緑がかった銅化合物の残余の線だけを残して除去された。ファブリティウスは背景に用いた白い顔料を右端まで伸ばして、署名を塗り直し、下の止まり木を追加した。最後に残りの黒い縁は白で塗りつぶされた。
板絵の裏側にある4つの釘穴と上部付近の6つの穴は、板絵が異なる時期に異なる2つの方法で吊り下げられていたことを示唆する。美術史家リンダ・ストーン＝フェリエ（Linda Stone-Ferrier）は、内側の窓枠に設置された板絵であったか、あるいは壁に飾られた別の絵画を保護するために蝶番で開閉できるよう取り付けされたカバーだった可能性を示唆している。
ひび割れがなかったことから、修復中に、絵具がまだ完全に乾いていないときに形成されたであろう小さなへこみが絵画の表面に無数にあることが分かった。わずかな損傷は、ファブリティウスの死の原因となった火薬の爆発で生じたことが考えられる。修復により古い黄色に変色したワニスが除去され、1859年に美術評論家テオフィル・トレ＝ビュルガーが「淡い壁」と「明るい色」と記述した、元の色調が取り戻された。

## 主題

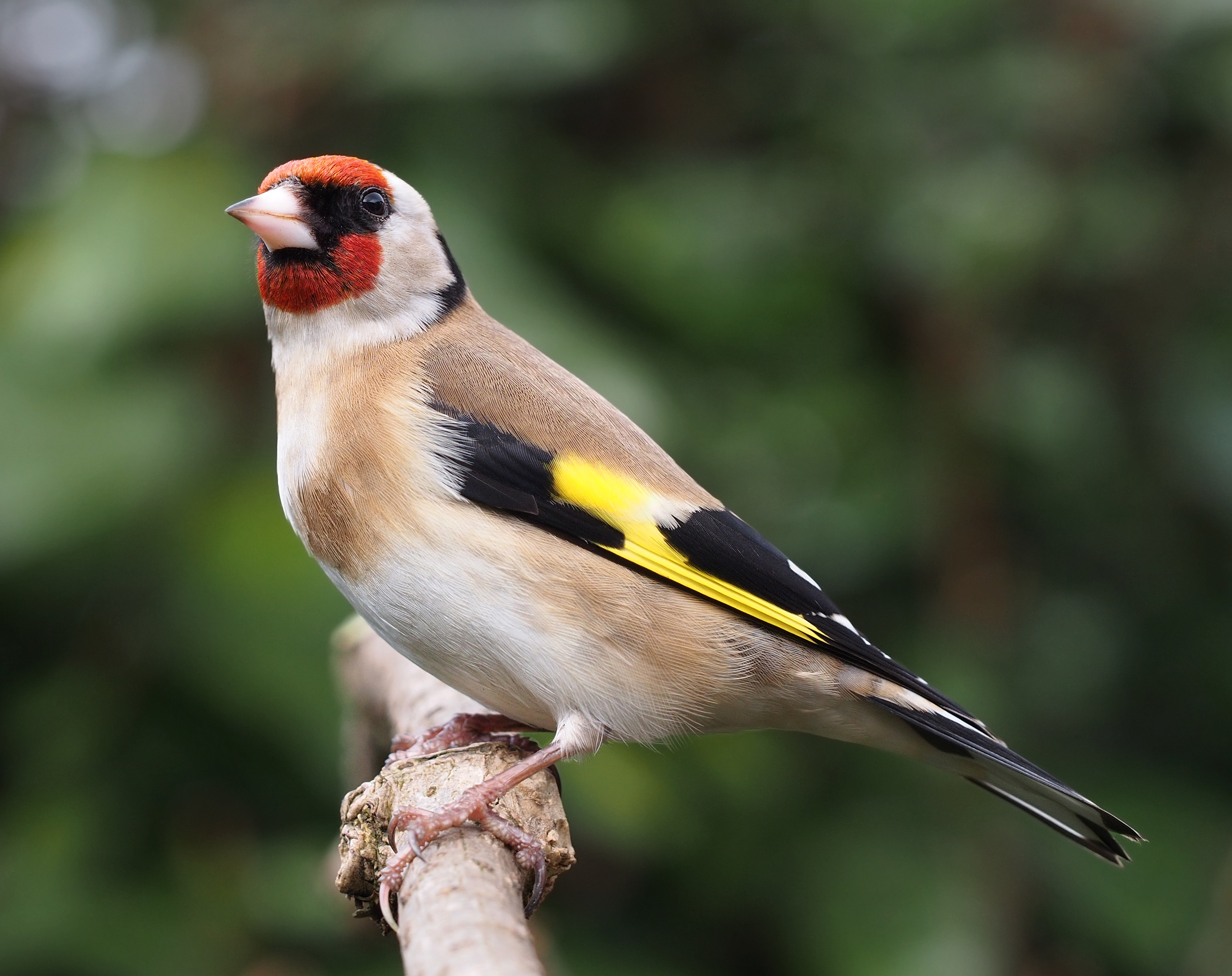
ゴシキヒワ。

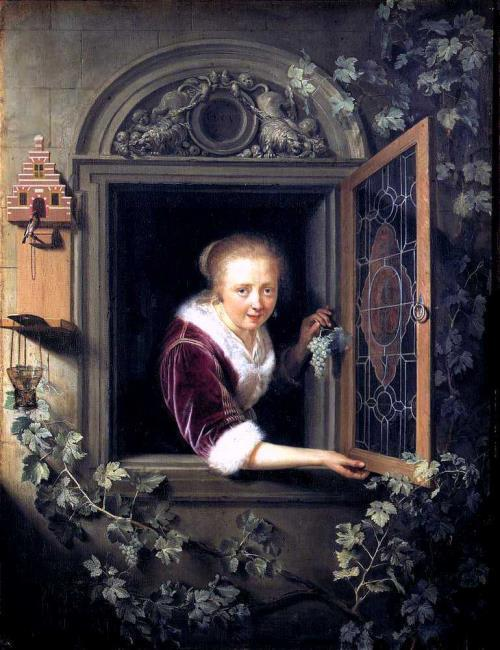
ヘラルト・ドウの1662年の絵画『ブドウの房のある窓の少女』。サバウダ美術館 所蔵。

ゴシキヒワは、ヨーロッパ、北アフリカ、西アジアおよび中央アジアに広く生息している種子を食べる鳥である。健康と幸運をもたらすという俗信と関連する、楽しく囀る色彩豊かな鳥として、少なくとも2,000年もの間飼われていた。古代ローマの博物学者プリニウスはゴシキヒワに芸を教えることができると記録しており、17世紀にはゴシキヒワを訓練して、鎖の付いた小さなバケツでボウルから水を汲み上げる芸を教えることが流行した。絵画のオランダ語の題名は、この習慣を指すゴシキヒワの古いノーフォーク名「水汲み」（draw-water）に相当する指小辞である、愛称プッテルチェ（puttertje）である。
ゴシキヒワはその色鮮やかな外観だけでなく、象徴的な意味から頻繁に西洋絵画に描かれている。プリニウスはこの鳥を豊饒と関連づけており、初期フランドル派の巨匠ヒエロニムス・ボスによる三連祭壇画『快楽の園』（Tuin der lusten）で裸の男女の隣に描かれた巨大なゴシキヒワは、おそらくこの通念に言及している。
レオナルド・ダ・ヴィンチの『リッタの聖母』（Madonna Litta, 1490年-1491年）、ラファエロ・サンツィオの『ヒワの聖母』（Madonna del cardellino, 1506年）、ピエロ・デッラ・フランチェスカの『キリストの降誕』（Natività, 1470年-1475年）など、主にイタリアの芸術家による500近くのルネサンス期の宗教画にこの鳥が描かれている。中世のキリスト教ではゴシキヒワと健康との関係は贖いを象徴しており、尖ったアザミの種子を食べる習性とともに赤い顔は、おそらく荊の冠を取り除こうとしている間に鳥が血まみれになったイエス・キリストの磔刑を予感させた。これらの宗教画の多くは、黒死病の大流行がヨーロッパを襲った14世紀半ばに制作された。
ゴシキヒワを象徴的に描くことはファブリティウス以降の時代でも続いた。贖いの象徴としてのゴシキヒワのはるか後代の例はウィリアム・ホガースの1742年の絵画『グレアムの子供たち』（The Graham Children）である。最年少のトーマスはこの絵画が完成する前に死去していた。

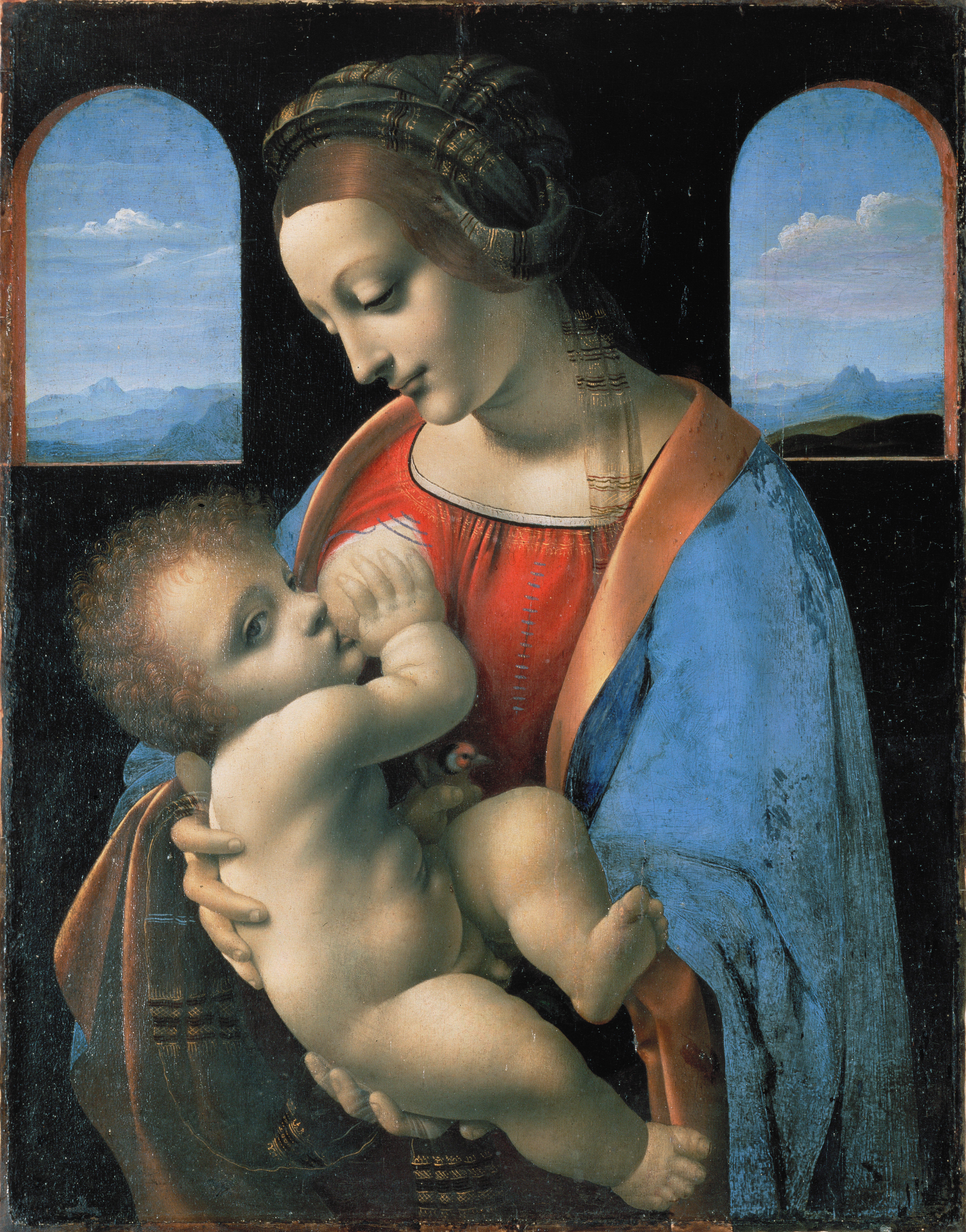
レオナルド・ダ・ヴィンチ『リッタの聖母』1490年-1491年 エルミタージュ美術館所蔵
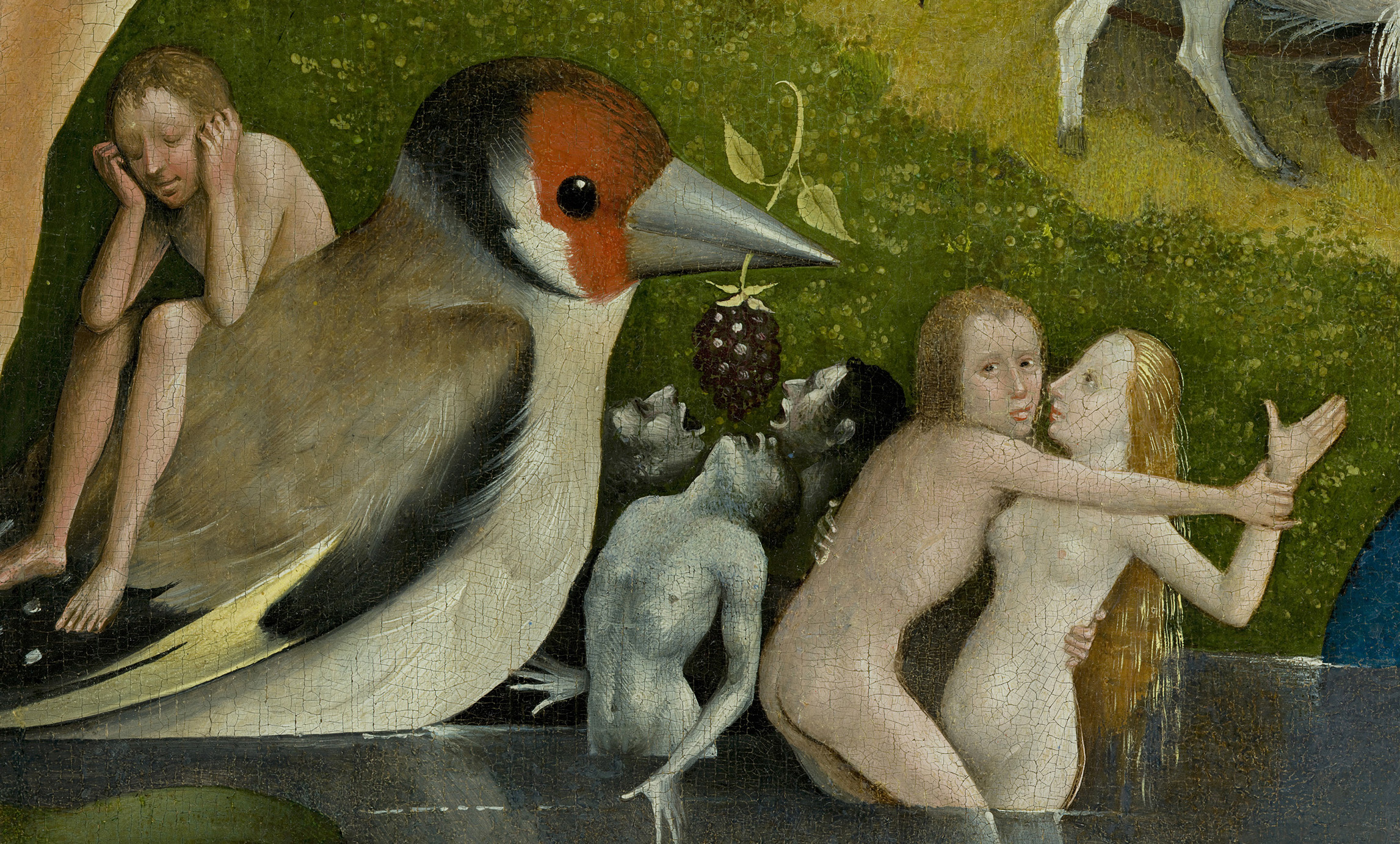
ヒエロニムス・ボッシュ『快楽の園』1495年–1505年 プラド美術館所蔵
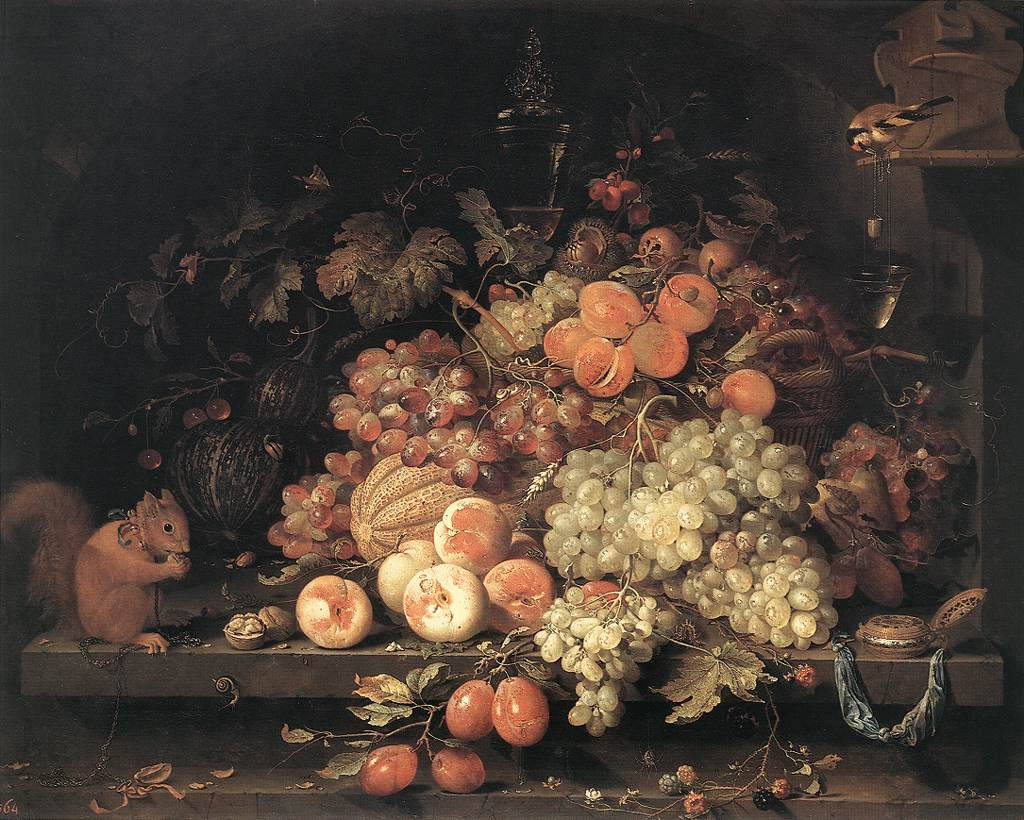
アブラハム・ミグノン『リスとゴシキヒワのいる果実の静物』1668年頃 ヴィルヘルムスヘーエ城（英語版）所蔵[注釈 2]
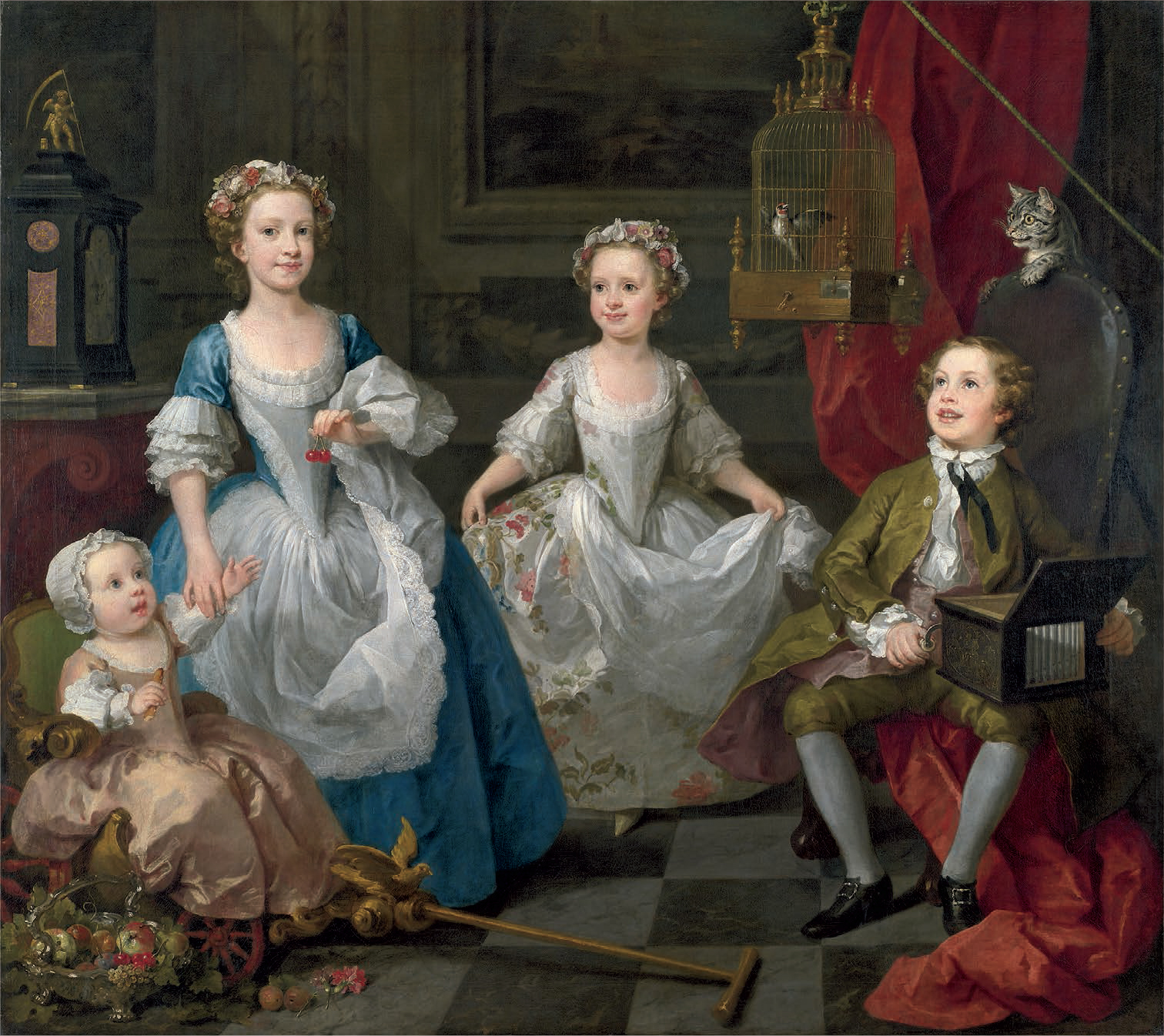
ウィリアム・ホガース『グレアムの子供たち』1742年 ロンドン・ナショナル・ギャラリー所蔵

## 作品
ファブリティウスは壁に固定されたふた付きの青い容器の給餌器を取り囲む、2本の木製のハーフリング状の止まり木で休んでいる実物大のゴシキヒワを描いている。鳥は上部のリングにとまっており、その脚には細い鎖が取り付けられている。画面下には署名および日付が「C FABRITIVS 1654」と記入されている。
『ゴシキヒワ』は特に頭部の短縮法だけでなく、止まり木のリングと鳥の足のハイライト、漆喰の壁の強い影によって、奥行きの錯覚を作り出す技法を用いたトロンプ・ルイユである。上部の明るい色の大胆なストロークと下部のくすんだ色のより軽快なタッチもまた視覚効果を強調している。視点は鳥の少し下から見上げているらしく、高い位置に設置されるように意図されていたことを示唆している。当初、額縁を欠いていたことは、絵画が現実的に見えるように設置された可能性も示唆しており、錯覚を利用した絵画のより大きな集合体の一部であった可能性がある。

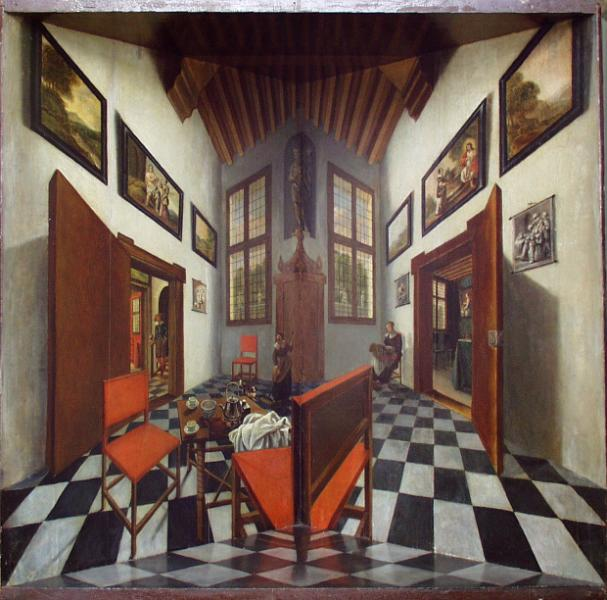
ピーテル・ヤンセンス・エーリンハ『透視箱』1660年から1680年の間 ブレディウス美術館所蔵。

かつては窓枠の一部であったというストーン＝フェリエの仮説は、絵画が掲げられた場所と一致する通行人に、本物の鳥がとまっているような錯覚を与える絵画に部分的に依存している。彼女はオランダの黄金時代における絵画の設定としての窓の重要性と、リアルなインテリアを制作するための透視箱（Perspective box）の使用について言及している。ファブリティウスは透視箱を使用して『デルフトの眺望』（Gezicht op Delft）など他の絵画に奥行きを持たせた。
ファブリティウスは、ゴシキヒワの黄褐色の影とは対照的に、壁のクリーム色の漆喰のベースとして鉛白の絵具を使用した。美術史家アンドリュー・グラハム＝ディクソンは、拡散した影の溶け合う色が、19世紀フランスの印象派とポスト印象派の芸術家の技法のいくつかを予見していると考えた。
トロンプ・ルイユの技法は古くから知られており、プリニウスは古代ギリシアの画家ゼウクシスが葡萄をリアルに描いたため、鳥が飛んで来て葡萄をついばんだという逸話を紹介している。ヤコポ・デ・バルバリの『ハイタカ』（Uno sparviero） は、窓を通り過ぎる人々に現実であるかのように錯覚させることを意図していると思われるルネサンス期の絵画の例である。師であるレンブラント・ファン・レインをはじめファブリティウスの同時代の何人かは同様の効果を使用したが、1羽の鳥の描写はこのジャンルの最も小さいバージョンであり、ゴシキヒワの透視技法と組み合わせたデザインのシンプルさは、オランダ黄金時代の絵画の中でも独特である。ファブリティウスは本作品以前にも、1649年に制作した『アブラハム・デ・ポッターの肖像』（Portret van Abraham de Potter）で突き出ているように見えるリアルな釘を描写してだまし絵を実験している。
美術史家ヴィルヘルム・マルティン（1876年-1954年）は、『ゴシキヒワ』と比較しうるのは百年以上前の1504年に制作されたヤコポ・デ・バルバリの『ヤマウズラと籠手のある静物』だけであると考えていた。ゴシキヒワ自体は後で輪郭をわずかに修正しただけで大まかな筆遣いで描いており、鎖を含む細部はより正確に追加した。ファブリティウスの様式は、絵具の柄を使用して厚い絵具に線を引くなど、レンブラントの技法のいくつかを保持しているが、涼やかな日光、複雑な視点、明るい背景に対して影に包まれた人物像を用いている点においてレンブラントの典型的な明暗法と異なっている。

## 来歴
『ゴシキヒワ』は1859年に初めて発見されるまで、2世紀以上にわたって知られていなかった。発見者はヨハネス・フェルメールの名声回復に貢献したテオフィル・トレ＝ビュルガーであり、ブリュッセルの元オランダ陸軍将校で美術収集家のシュヴァリエ・ジョゼフ・ギヨーム＝ジャン＝コンベハラーン（Chevalier Joseph-Guillaume-Jean Camberlyn）のコレクションで発見した。その後、1865年にシュヴァリエの相続人からトレ＝ビュルガーに贈られた。トレ＝ビュルガーは1866年に絵画をパリで初めて公開したが、3年後の1869年に死去し、自身のコレクションの残りの部分と共に女優アポリーン・ラクロワに遺贈した。アポリーヌ・ラクロワはトレ＝ビュルガーの同僚ポール・ラクロワの妻であり、トレ＝ビュルガーが亡くなるまで10年以上にわたって彼と暮らしていた。
1892年12月5日にパリのオークションハウスのオテル・ドゥルオーで、画家・修復家・美術商のエティエンヌ＝フランソワ・アロに5,500フランで売却され、その後、1896年2月27日に同じくオテル・ドゥルオーで行われたエミール・マルティネ（Émile Martinet）のコレクションの売却時に、学芸員で美術収集家のアブラハム・ブレディウスが画商フランツ・クラインバーガーを通じてマウリッツハイス美術館のために6,200フランで購入した。マルティネのコレクションには『ゴシキヒワ』の他に、レンブラント、フランシスコ・デ・ゴヤ、ヤン・ステーン、カミーユ・コローなどの他の有名な芸術家の作品とされている作品や、暫定的にファブリティウスの弟バーレント・ファブリティウスの作品とされている『女予言者』（La Pythonisse）が含まれていた。

## ギャラリー

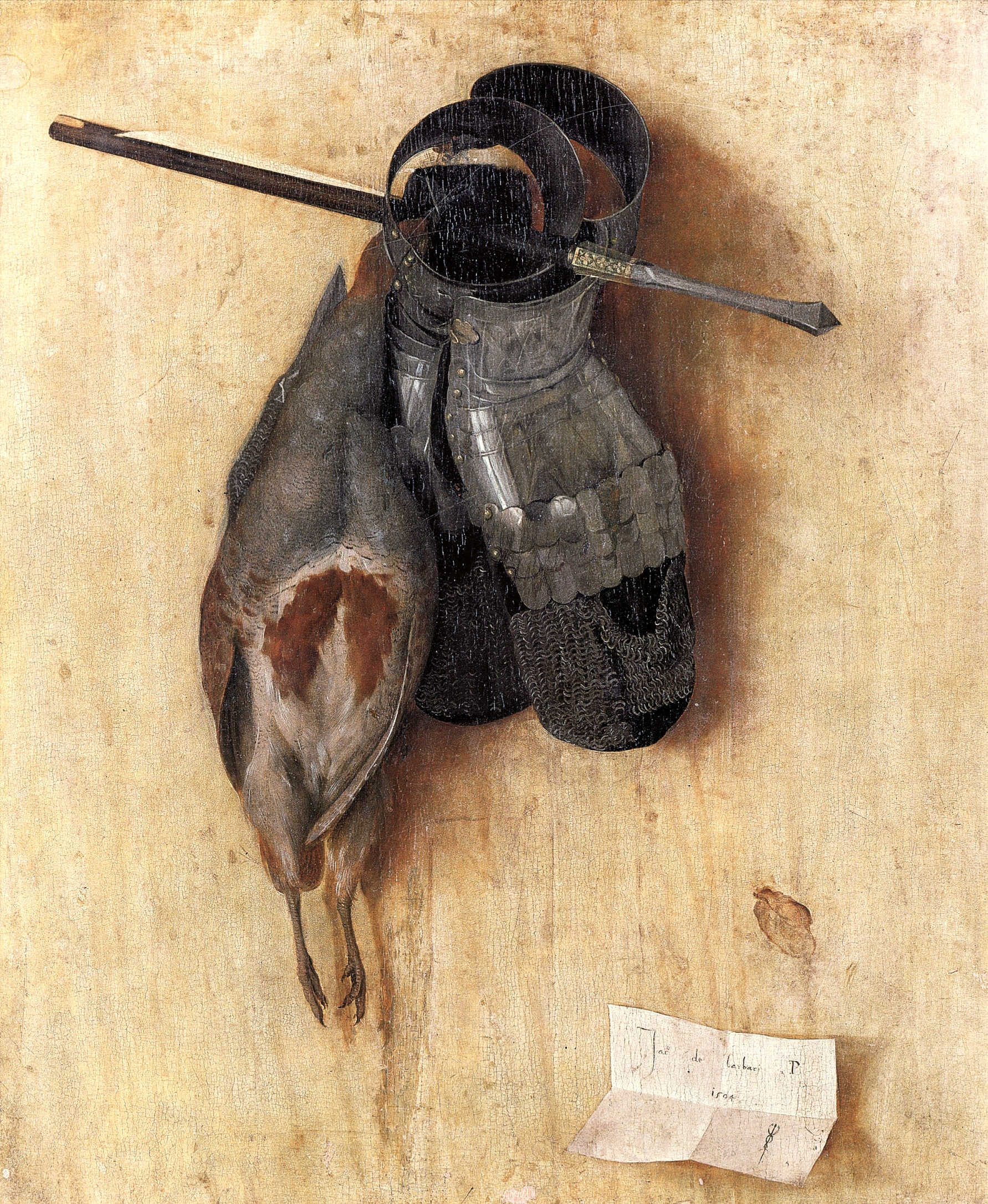
ヤコポ・デ・バルバリ『ヤマウズラと籠手のある静物』1504年 アルテ・ピナコテーク所蔵
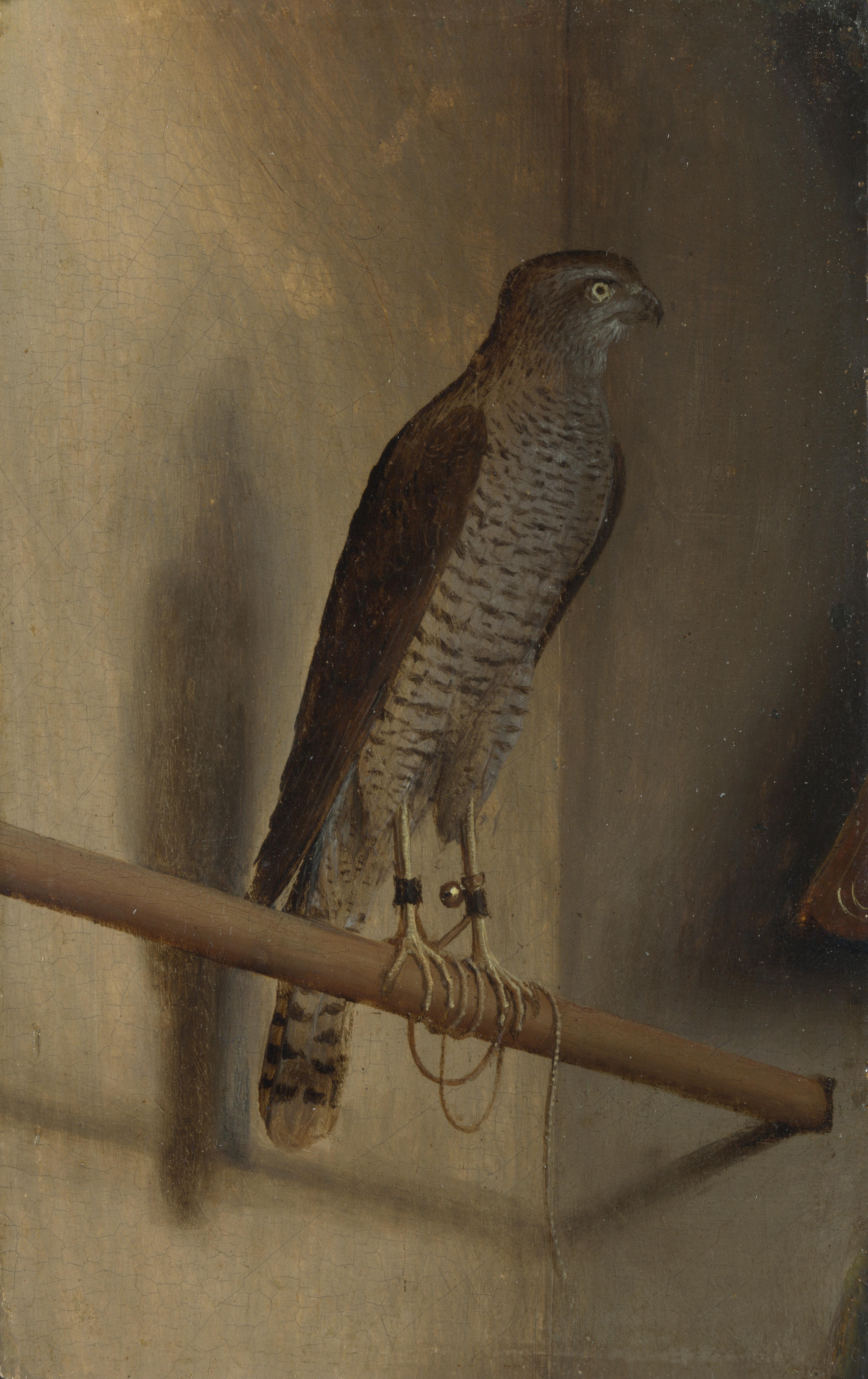
ヤコポ・デ・バルバリ『ハイタカ』1510年頃 ロンドン・ナショナル・ギャラリー所蔵
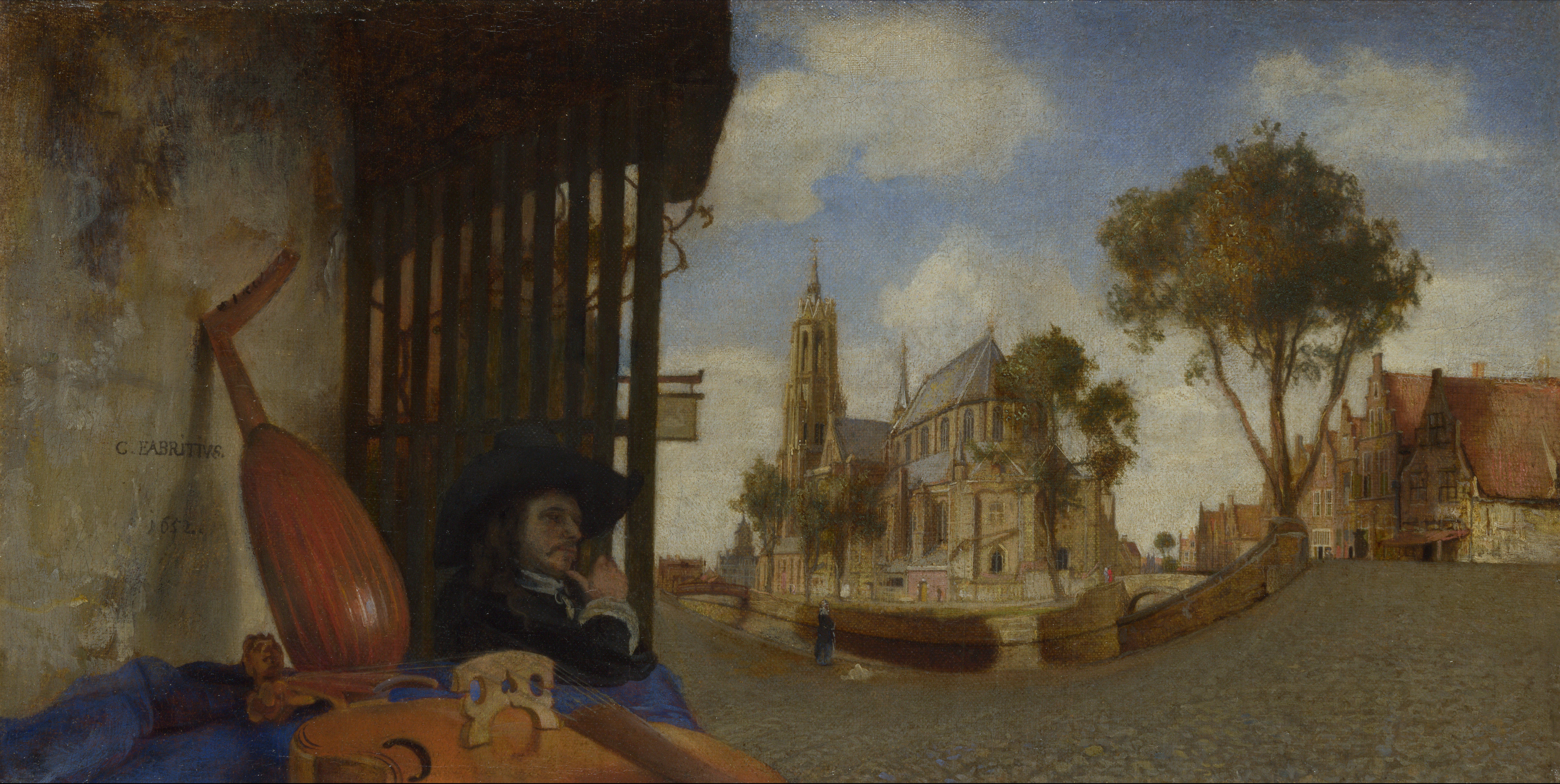
カレル・ファブリティウス『デルフトの眺望』1642年から1654年の間 ロンドン・ナショナル・ギャラリー所蔵
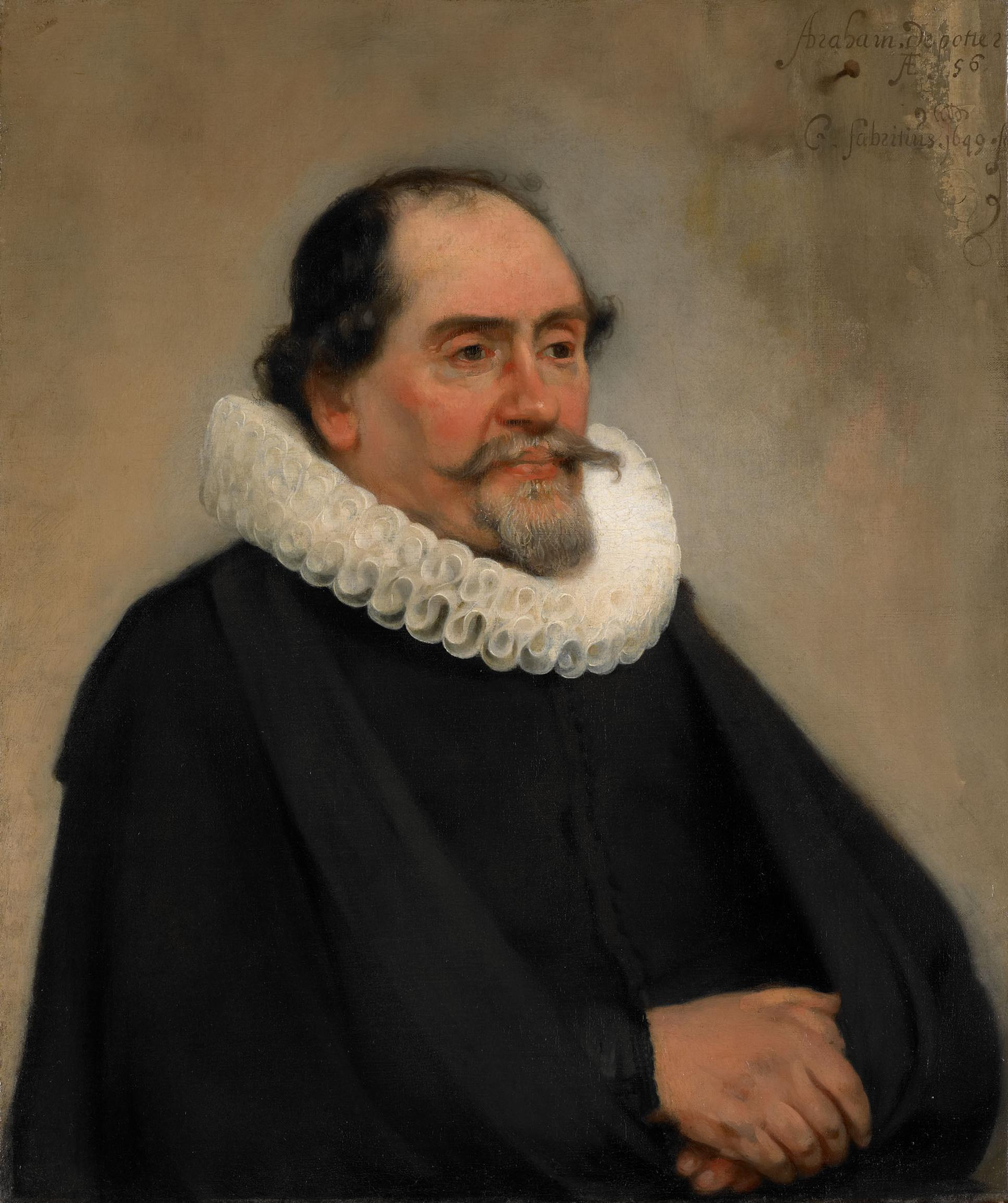
カレル・ファブリティウス『アブラハム・デ・ポッターの肖像』アムステルダム国立美術館所蔵